# Kriegerdenkmal Altenplathow

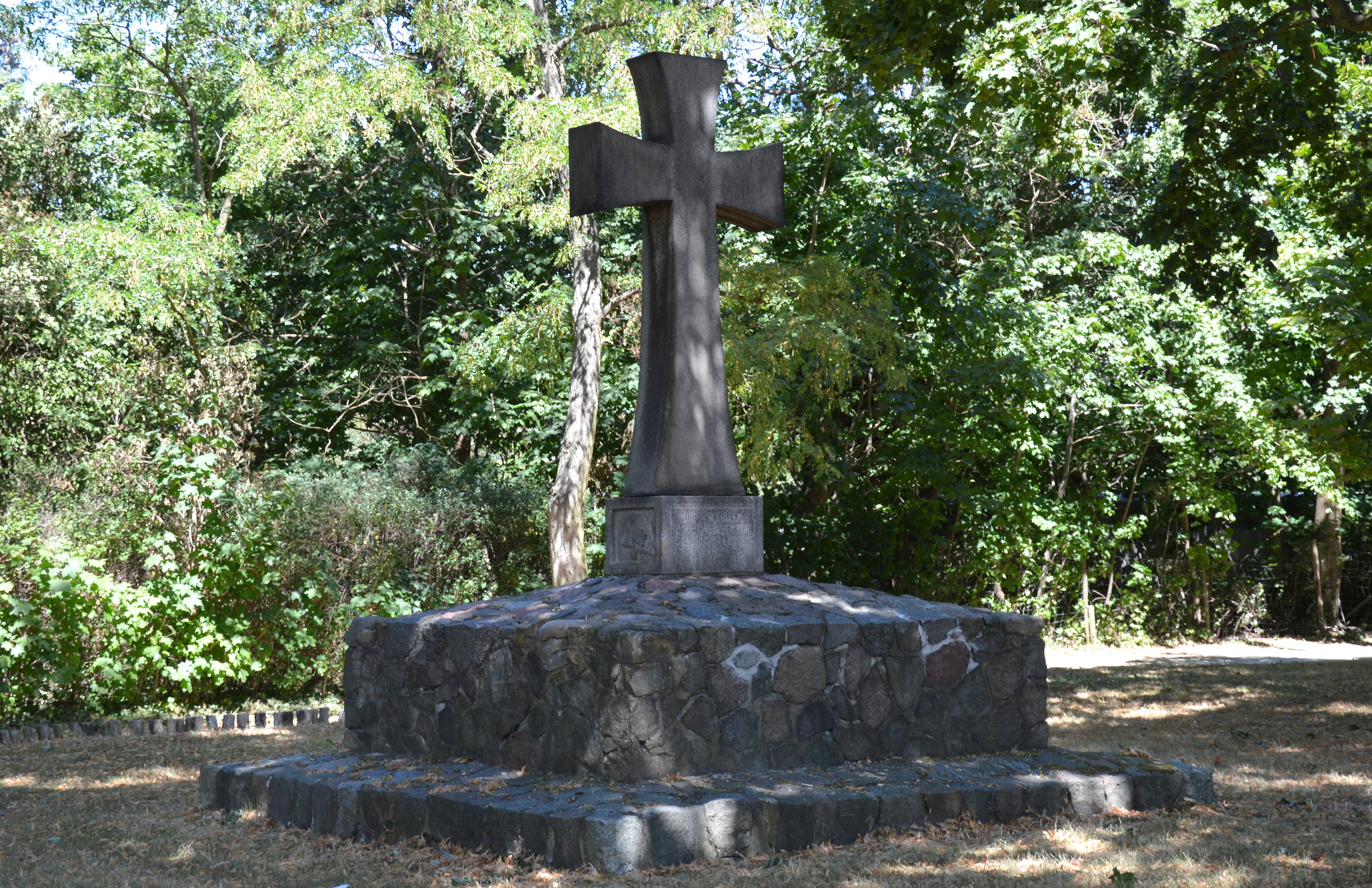
Kriegerdenkmal Altenplathow, Blick von Südwesten

Das Kriegerdenkmal Altenplathow ist ein denkmalgeschütztes Kriegerdenkmal im Genthiner Stadtteil Altenplathow in Sachsen-Anhalt.

## Lage
Es befindet sich in Altenplathow südlich der Dorfkirche Altenplathow an der Adresse Altenplathower Straße 74.

## Gestaltung und Geschichte
Das große steinerne Kreuz wurde für die im Ersten Weltkrieg Gefallenen der Gemeinde Altenplathow errichtet. Es befindet sich auf einem zweistufigen Sockel aus Bruchsteinen.
Der Fuß des Kreuzes trägt auf der Ost- und Westseite jeweils Inschriften.
Auf der Westseite befindet sich die Inschrift:

DEN OPFERMUTIGEN

HELDEN DES WELTKRIEGES

DIE DANKBARE GEMEINDE

ALTENPLATHOW
Auf der Ostseite heißt es:

UND WIR SOLLEN

AUCH DAS LEBEN FÜR

DIE BRÜDER LASSEN
Nach Süden zu ist ein Stahlhelm, nach Norden gekreuzte Schwerte abgebildet.
Im örtlichen Denkmalverzeichnis ist das Kriegerdenkmal unter der Erfassungsnummer 094 86862 als Baudenkmal verzeichnet.